# チカホミニ
チカホミニ族（Chickahominy Tribe）、またはチッカホミニー族とはアメリカ合衆国東部バージニア州に定住するインディアンの部族で、チカホミニとは部族言葉で「COARSE POUND CORN PEOPLE」（粗い地上のトウモロコシの人々）を意味する。略称は、CIED。

## 歴史
チカホミニ族は1600年に現バージニア州のチャールズシティ郡近く、リッチモンドとウィリアムズバーグの間にいて、バージニア植民地会社のイギリス人入植者がジェームズタウンを設立した時には、ジェームズタウン近くのチカホミニ川沿いに確立された村で暮らしていた。
イギリス人入植者は飢えや病気などで苦しんでいたが、チカホミニ族はトウモロコシなどの食料交換及び栽培方法などを教えて、入植者を助けた。しかし後に、入植者が入植地を拡大し、チカホミニ族のテリトリーに入ったため混雑した。1646年の条約では、マッタポニ族の予約ウィリアム王郡現在のパムンキー族の首区域の予約の土地を許可されるが、結局、土地を失い、チカホミニリッジと呼ばれた区域に移動し、部族のコミュニティとして定住するため土地を購入し、サマリア・バプティスト教会を設立した。

## 現在
現在、アメリカ連邦政府はチカホミニー族を「絶滅部族」として存在を公認していない。しかし、バージニア州政府は1983年に東チカホミニー族を、1996年にチカホミニー族本体を部族承認した。つまり、アメリカ政府は彼らを部族と認めていないが、州政府は彼らを部族と認めている。彼らは連邦認定を引き続き要求している。